# (12400) Katumaru
(12400) Katumaru est un astéroïde de la ceinture principale.

## Description
(12400) Katumaru est un astéroïde de la ceinture principale. Il fut découvert le 28 juillet 1995 à Nanyo par Tomimaru Okuni. Il présente une orbite caractérisée par un demi-grand axe de 2,34 UA, une excentricité de 0,17 et une inclinaison de 5,8° par rapport à l'écliptique.